# Christian Ulrich II, Công tước xứ Württemberg-Wilhelminenort
Christian Ulrich II (27 tháng 1 năm 1691 tại lâu đài Vielguth gần Oleśnica – 7 tháng 2 năm 1734 tại Stuttgart) là Công tước cai trị xứ Württemberg-Wilhelminenort.